# هنک ویلیامز
هنک ویلیامز (به انگلیسی: Hank Williams) (زادهٔ ۱۷ سپتامبر ۱۹۲۳ - درگذشتهٔ ۱ ژانویه ۱۹۵۳)، خواننده و ترانه‌سرای آمریکایی بود که به نماد موسیقی کانتری و یکی از تاثیرگذارترین نوازندگان و ترانه‌سرایان قرن بیستم بدل شد. او از پیشگامان سبک هانکی تانک بود و ترانه‌های پرفروش بسیاری داشت و شیوه و سبک اجرایش به شهرتش می‌افزود. ترانه‌های او پشتوانهٔ اصلی موسیقی کانتری هستند و بعضی از مهمترین ترانه‌های موسیقی پاپ هم اثر اوست. مرگ زودهنگام در بیست و نه سالگی در افزایش شهرتش نقش داشت. پسرش، رندال هنک ویلیامز جونیور، دخترش، جتی ویلیامز و نوه‌هایش هانک ویلیامز سوم، هالی ویلیامز، و هیلاری ویلیامز همه خوانندگان حرفه‌ای هستند.
فیلم من نور را دیدم به کارگردانی مارک آبراهام دربارهٔ زندگی هنک ویلیامز ساخته شده‌است.

## آهنگ‌ها
- قلب متقلب تو - تک‌آهنگی که ترانهٔ آنرا در سال ۱۹۵۲ نوشت و ضبط کرد و انتشار آن که با مرگش همراه بود به موفقیتی بزرگ تبدیل شد.